# Okupacja Nadrenii

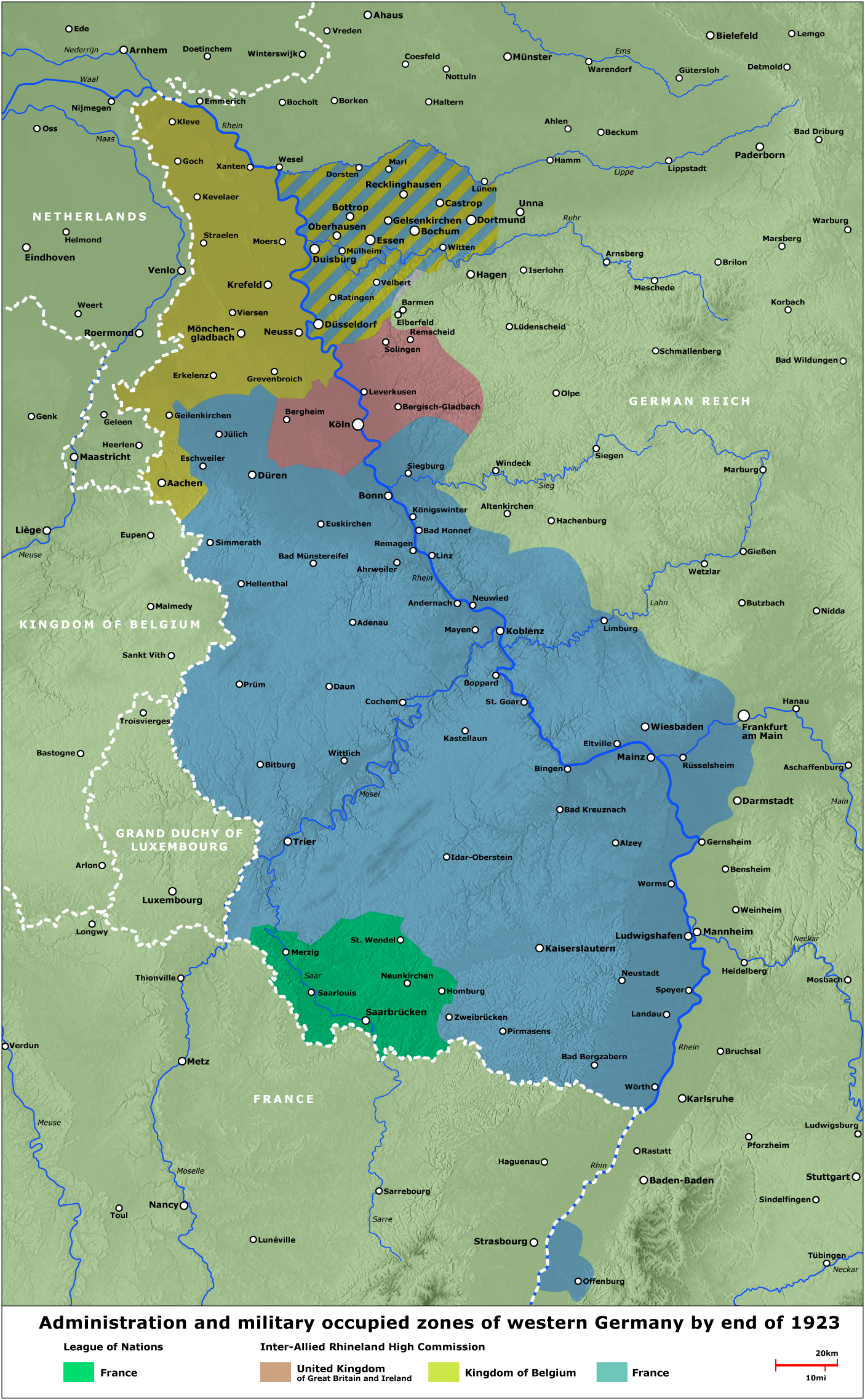
Okupacja regionów Nadrenii i Saary:
– niebieski: strefa francuska, w tym była amerykańska strefa wokół Koblencji,
– żółty: strefa belgijska,
– brązowy: strefa brytyjska,
– pasy: Zagłębie Ruhry okupowane przez Francję i Belgię,
– zielony: Saara, okupowana przez Francję pod patronatem Ligi Narodów. Siły francuskie okupowały terytorium Niemiec w Nadrenii do końca 1930 r., ale mniejsze Terytorium Saary Francja kontrolowała do 1935 r.

Okupacja Nadrenii – zbrojna okupacja obszaru niemieckiej Nadrenii trwająca od 1 grudnia 1918 r. do 30 czerwca 1930 r., która była konsekwencją klęski Cesarstwa Niemieckiego w I wojnie światowej.
Mimo że Niemcy odniosły zwycięstwo nad carską Rosją na froncie wschodnim dzięki wycofaniu się z wojny przez rząd bolszewicki po rewolucji październikowej, naczelne dowództwo wojskowe nie zdołało zapobiec upadkowi morale, zarówno wśród ludności cywilnej, jak i w armii. Pomimo przeniesienia jednostek z Rosji do walki na froncie zachodnim, ofensywa wiosenna zakończyła się niepowodzeniem, a po wybuchu rewolucji niemieckiej tymczasowy rząd Niemiec był zobowiązany zgodzić się na warunki zawieszenia broni w 1918 roku. Obejmowały one m.in. zaakceptowanie faktu, że wojska zwycięskich mocarstw zajmowały lewy brzeg Renu i cztery przyczółki na prawym brzegu o promieniu 30 km wokół Kolonii, Koblencji, Moguncji oraz 10 km wokół Kehl. Ponadto lewy brzeg Renu i pas o szerokości 50 km na wschód od Renu uznano za strefę zdemilitaryzowaną. Traktat wersalski powtórzył te postanowienia, ale ograniczył obecność obcych wojsk do piętnastu lat po podpisaniu traktatu (czyli do 1934 r.). Celem okupacji było z jednej strony zapewnienie Francji bezpieczeństwa przed ponownym atakiem niemieckim, a z drugiej strony miała służyć jako gwarancja zobowiązań reparacyjnych. Po tym jak wypłacenie reparacji wojennych osiągnięto przed terminem dzięki tzw. planowi Younga, okupacja Nadrenii została przedwcześnie zakończona 30 czerwca 1930 r. Przez ten czas administracja okupowanej Nadrenii podlegała jurysdykcji Międzysojuszniczej Wysokiej Komisji Nadreńskiej z siedzibą w dawnym Wyższym Prezydium Rady Prowincji Renu w Koblencji.

## Najważniejsze wydarzenia
- zawieszenie broni w Compiégne (11 listopada 1918 r. – 13 grudnia 1918 r.)
- pierwsze przedłużenie zawieszenia broni (13 grudnia 1918 r. – 16 stycznia 1919 r.)
- drugie przedłużenie zawieszenia broni (16 stycznia 1919 r. – 16 lutego 1919 r.)
- trzecie przedłużenie zawieszenia broni (16 lutego 1919 r. – 10 stycznia 1920 r.)
- podpisanie traktatu wersalskiego i Porozumień Nadreńskich (28 czerwca 1919 r.)
- wejście w życie traktatu wersalskiego i nadreńskiego; utworzenie Międzysojuszniczej Wysokiej Komisji Nadreńskiej (10 stycznia 1920 r.)
- wycofanie wojsk ze strefy północnej wokół Kolonii (1926 r.)
- wycofanie wojsk ze strefy centralnej wokół Koblencji (1929 r.)
- wycofanie się ze strefy południowej wokół Moguncji, co skutkuje końcem okupacji (1930 r.)
- remilitaryzacja Nadrenii przez wojska niemieckie pod wodzą Adolfa Hitlera (7 marca 1936 r.)

## Siły okupacyjne

### Wojska amerykańskie

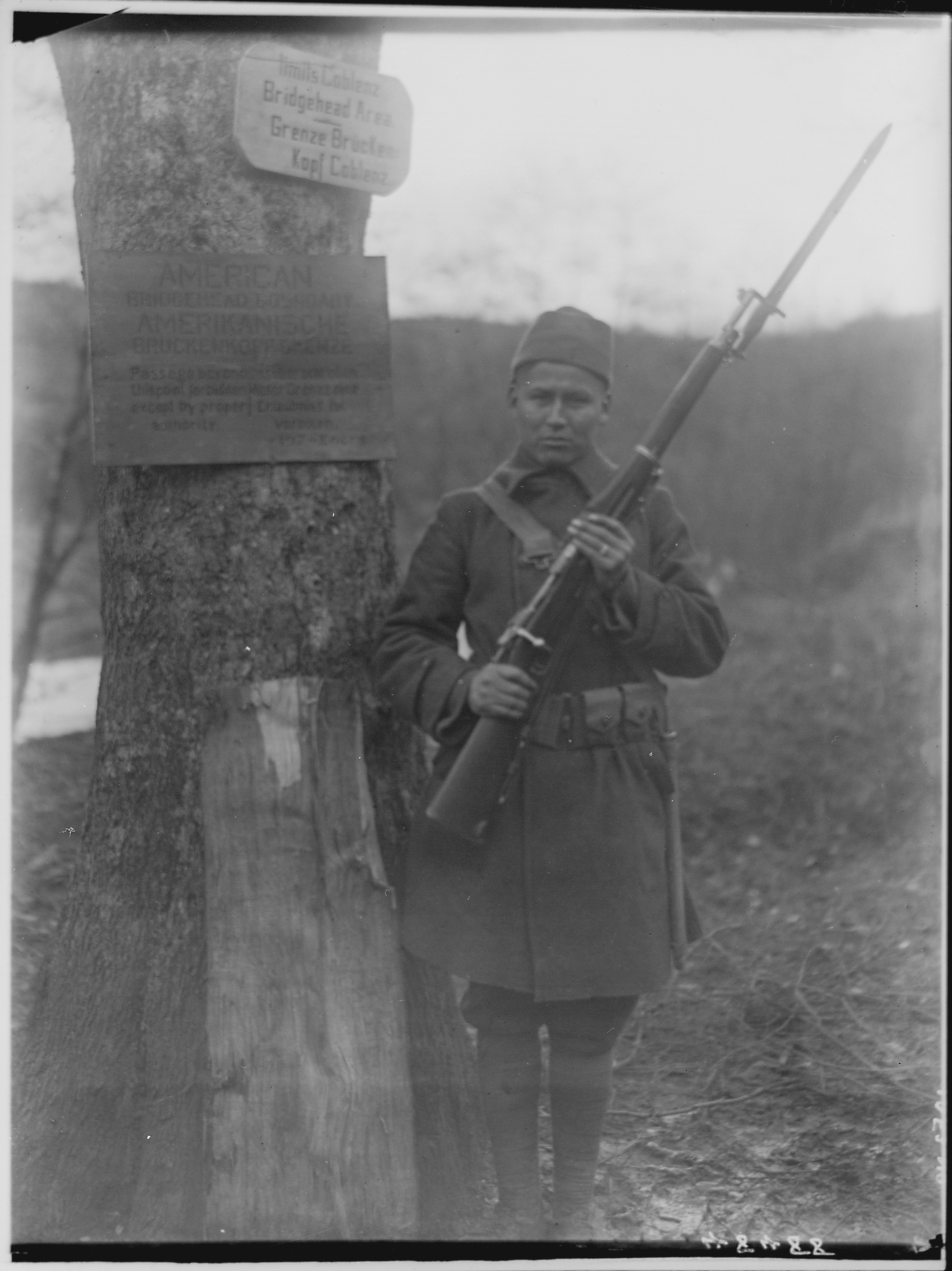
Amerykański żołnierz na straży w Niederahren, Niemcy

Armia amerykańska zajęła środkową część Nadrenii wzdłuż rzeki Mozeli oraz przyczółek w Koblencji. Generał John Pershing, dowódca Amerykańskiego Korpusu Ekspedycyjnego, stworzył w tym celu 3 Armię, przekazując dowództwo gen. Josephowi Dickmanowi. Na początku 1919 r. 3 Armia liczyła około 250 tys. ludzi. Amerykanie założyli swoją kwaterę główną w dawnym pruskim budynku rządowym nad Renem w Koblencji. Nad Twierdzą Ehrenbreitstein powiewała flaga Stanów Zjednoczonych. W lipcu 1919 r. 3 Armia została rozwiązana i zastąpiona przez Siły Amerykańskie w Niemczech (ang. American Forces in Germany, AFG) pod dowództwem gen. Henry’ego Turemana Allena. Po wycofywaniu stałych wojsk AFG liczyło już tylko około 20 tys. ludzi na zmniejszonym terytorium okupowanym pod koniec 1919 r. W porównaniu z francuską strefą okupacyjną, Amerykanie znacznie lepiej dogadywali się z ludnością niemiecką, dochodziło nawet do licznych romansów. Gen. Allen osobiście brał udział w ratowaniu Twierdzy Ehrenbreitstein przed zniszczeniem przez siły alianckie w 1922 r. Po ponad czterech latach okupacji administracja Hardinga postanowiła jednak sprowadzić żołnierzy do domu. Ostatni Amerykanie opuścili swoją kwaterę główną w Koblencji w styczniu 1923 roku. Amerykańska strefa okupacyjna została w konsekwencji przekazana Francuzom, którzy od tego momentu kontrolowali większą część okupowanej Nadrenii.

### Siły belgijskie

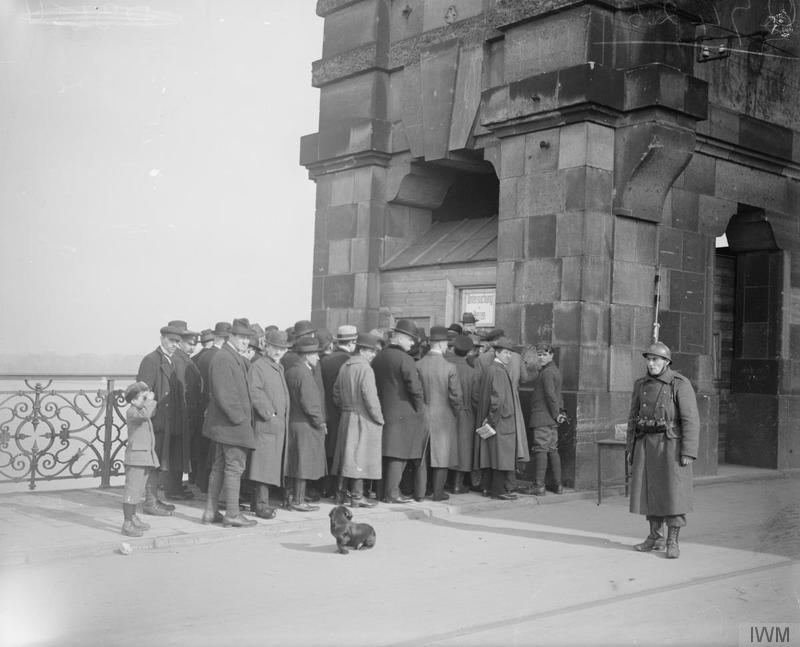
Niemieccy cywile czekają na rewizję osobistą przed posterunkiem żołnierzy belgijskich na moście w dzielnicy Oberkassel w Düsseldorfie

Belgijskie wojska okupacyjne w Nadrenii składały się z 20 tys. żołnierzy (pięć dywizji) z kwaterą główną w Akwizgranie i oddziałami stacjonującymi w Krefeld. Dowodził nimi gen. Armand Huyghé.

### Brytyjska Armia Renu
Armia brytyjska wkroczyła na terytorium Niemiec 3 grudnia 1918 r. Brytyjska Armia Renu została utworzona jako siła okupacyjna w marcu 1919 r. z kwaterą główną w Kolonii. Jako jedyna armia okupacyjna, Brytyjczycy w Nadrenii wydawali własną gazetę, The Cologne Post.

### Francuska Armia Renu

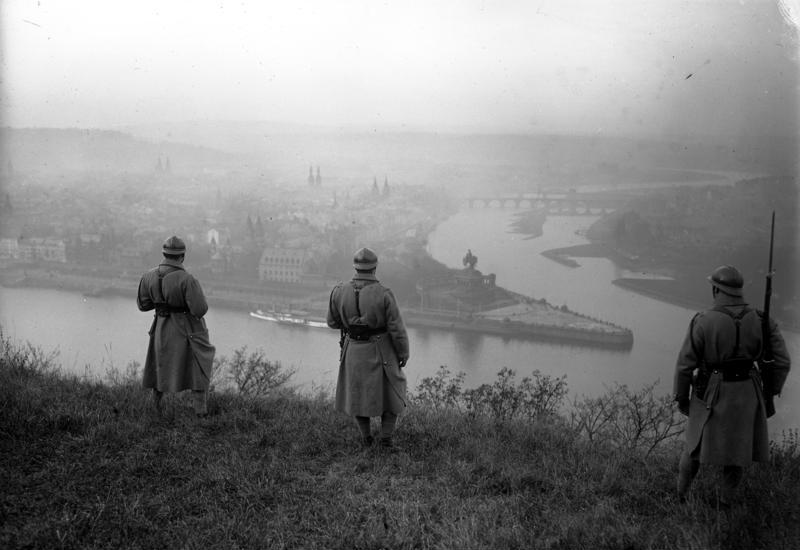
Oddziały francuskie w Ehrenbreitstein

Francuska 8 i 10 Armia pierwotnie stanowiły główne siły francuskie zaangażowane w okupację. 8 Armią dowodził gen. Augustin Gérard, którego żołnierze okupowali region Palatynatu. 10 Armia dowodzona przez gen. Charlesa Mangina była odpowiedzialna za resztę strefy francuskiej ze swojej kwatery głównej w Moguncji. 21 października 1919 r. obie armia połączono, tworząc Francuską Armię Renu.
W 1919 r. w Nadrenii stacjonowało od 25 tys. do 40 tys. francuskich żołnierzy kolonialnych. Niektóre niemieckie kobiety poślubiły afrykańskich żołnierzy z sił okupacyjnych, podczas gdy inne miały z nimi nieślubne dzieci (stąd wzięła się lekceważąca etykieta „Bachory z Nadrenii”), co zostało uznane przez niemieckich nazistów za zhańbienie rasy. Gen. Henry Tureman Allen poinformował Sekretarza Stanu USA, że od początku okupacji do czerwca 1920 r. otrzymano 66 formalnych oskarżeń o gwałt przeciwko żołnierzom wojsk kolonialnych, z których 28 zakończyło się wyrokiem skazującym i przyznawał, że było wiele innych niezgłoszonych spraw. Uważał mimo to, że relacje o „masowych okrucieństwa francuskich żołnierzy kolonialnych, rozpowszechniane w niemieckiej prasie, takie jak rzekome porwania, a następnie gwałty, okaleczenia, morderstwa i ukrywanie ciał ofiar są fałszywe i mają na celu propagandę polityczną”.

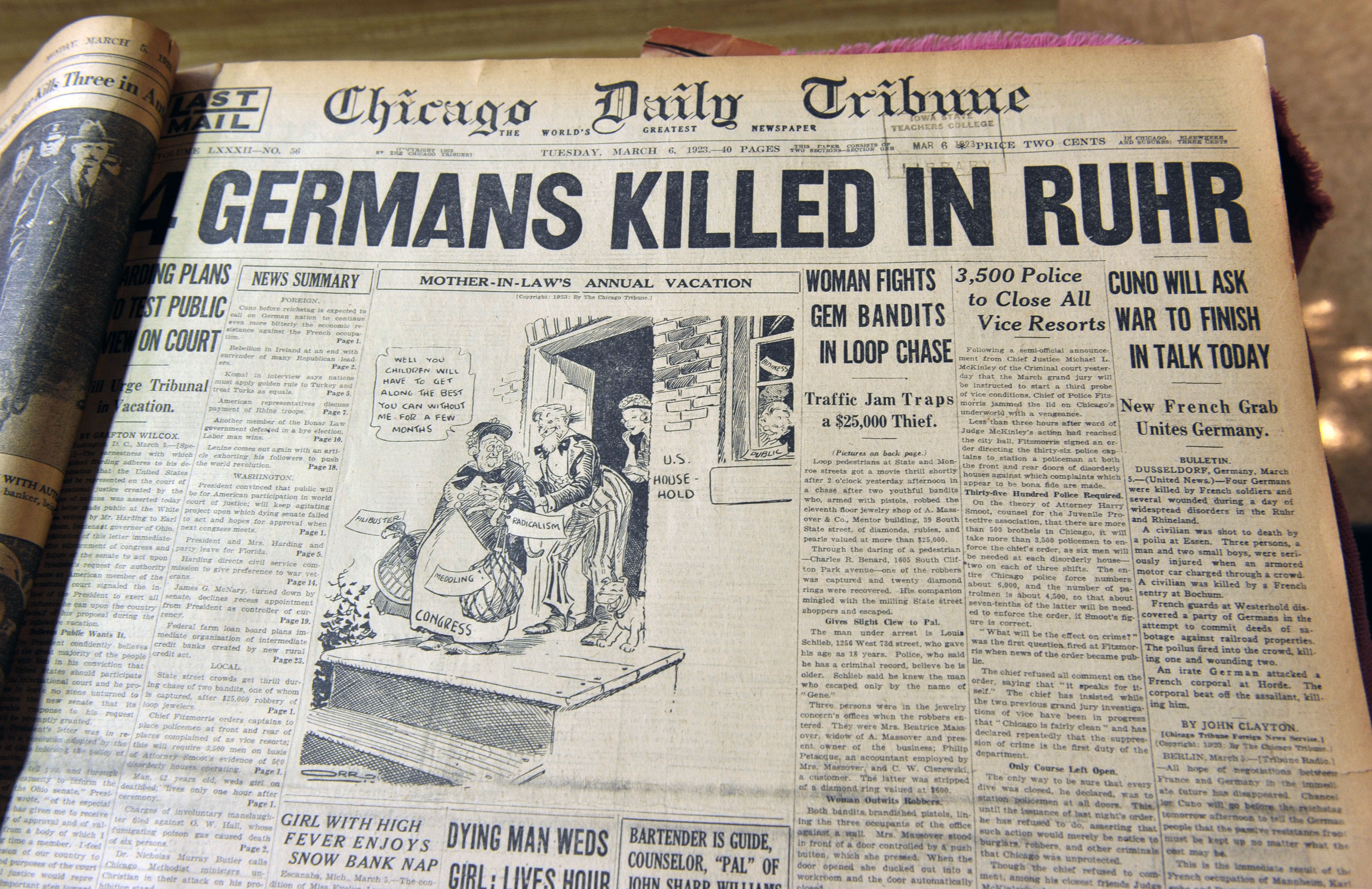
Wydanie „Chicago Tribune” z 6 marca 1923 r., z artykułem o zabijaniu niemieckich cywilów przez francuskich żołnierzy podczas okupacji Zagłębia Ruhry

Francuska okupacja Frankfurtu trwała od 6 kwietnia do 17 maja 1920 r. Drugiego dnia okupacji dziewięciu cywilów zostało zastrzelonych przez wojska marokańskie w Incydencie na Hauptwache. Incydent ten został wykorzystany do rozpoczęcia rasistowskiej kampanii przeciwko francuskim żołnierzom wojsk kolonialnych, łącząc incydent z zarzutami o szeroko rozpowszechnione ataki seksualne czarnoskórych żołnierzy na miejscowe kobiety, w tym oskarżenia o gwałty zbiorowe i inne okrucieństwa wymierzone w niemiecką ludność cywilną, przypisywane głównie senegalskim Tirailleurs. Wydarzenia te zaowocowały szeroką kampanią niemieckiej prawicowej prasy, która nazwała te akty Czarną hańbą (niem. Die schwarze Schande lub Die schwarze Schmach) i przedstawiała je jako formę francuskiego upokorzenia narodu niemieckiego.
W 1923 r., w odpowiedzi na brak wypłaty reparacji wojennych przez Niemcy, na mocy traktatu wersalskiego Francja i Belgia zajęły przemysłowy obszar Zagłębia Ruhry w Niemczech, którego większość leżała na wschodnim brzegu Renu. Wielu Niemców zostało zabitych podczas protestów, wyrażając swe obywatelskie nieposłuszeństwo, np. wobec zwolnienia z pracy niemieckich urzędników.

### Syjamskie Siły Ekspedycyjne
W okupacji Nadrenii uczestniczyła także tak egzotyczna formacja, jak Syjamskie Siły Ekspedycyjne z Tajlandii, obecne w Niemczech do 1919 r. Ich wojska stacjonowały w Neustadt an der Weinstraße, położonym na terenie francuskiej strefy okupacyjnej.